# Francesc Dionís Vives i Planes
Francesc Dionís Vives i Planes   (Orà, 27 de març de 1755 - Madrid, 1 de gener de 1840) va ser un militar espanyol, governador i capità general de Cuba de 1823 a 1832.

## Biografia
Al principi del nou segle, quan Espanya encara era aliada de França, era comandant del primer batalló de voluntaris d'infanteria lleugera de Catalunya. Va servir a Etrúria, per combatre després a Alemanya sota les ordres del mariscal Brune i participar en la campanya de Pomerània (1807). Quan Napoleó va instal·lar al seu germà en el tron d'Espanya, les tropes espanyoles que es trobaven a Europa combatent amb la «Gran Armée» van haver de jurar lleialtat al nou sobirà. Però missatges de les diferents Juntes de les províncies espanyoles rebutjant al rei intrús els van arribar i després de moltes vicissituds i peripècies, Francesc Vives i els seus homes aconsegueixen embarcar a Dinamarca a bord de bucs britànics i arribar a Santander l'octubre de 1808.
El 1823 Ferran VII  el va nomenar capità general de Cuba, càrrec que ocuparia per espai de nou anys, deixant el record d'un governant enèrgic i íntegre. Va mantenir l'autoritat amb competència i eficiència, acabant amb les conspiracions secessionistes dels «Sols i Rajos de Bolívar» i del moviment «Àguila negra» (1829). Vives va afavorir també l'expansió de la indústria sucrera i va liberalitzar el comerç exterior, amb el que Cuba va experimentar una gran esplendor econòmic. Va realitzar importants obres d'urbanització i va tractar de millorar la salut pública, obrint el primer manicomi i un hospital amb un servei per ajudar a les parteres.
Va sortir de Cuba el 1832, substituït per Mariano Ricafort Palacín. En tornar a Espanya, el rei el va nomenar capità general de la província de València i li va concedir el títol de Comte de Cuba.